# ブリヂストン・ロードマン

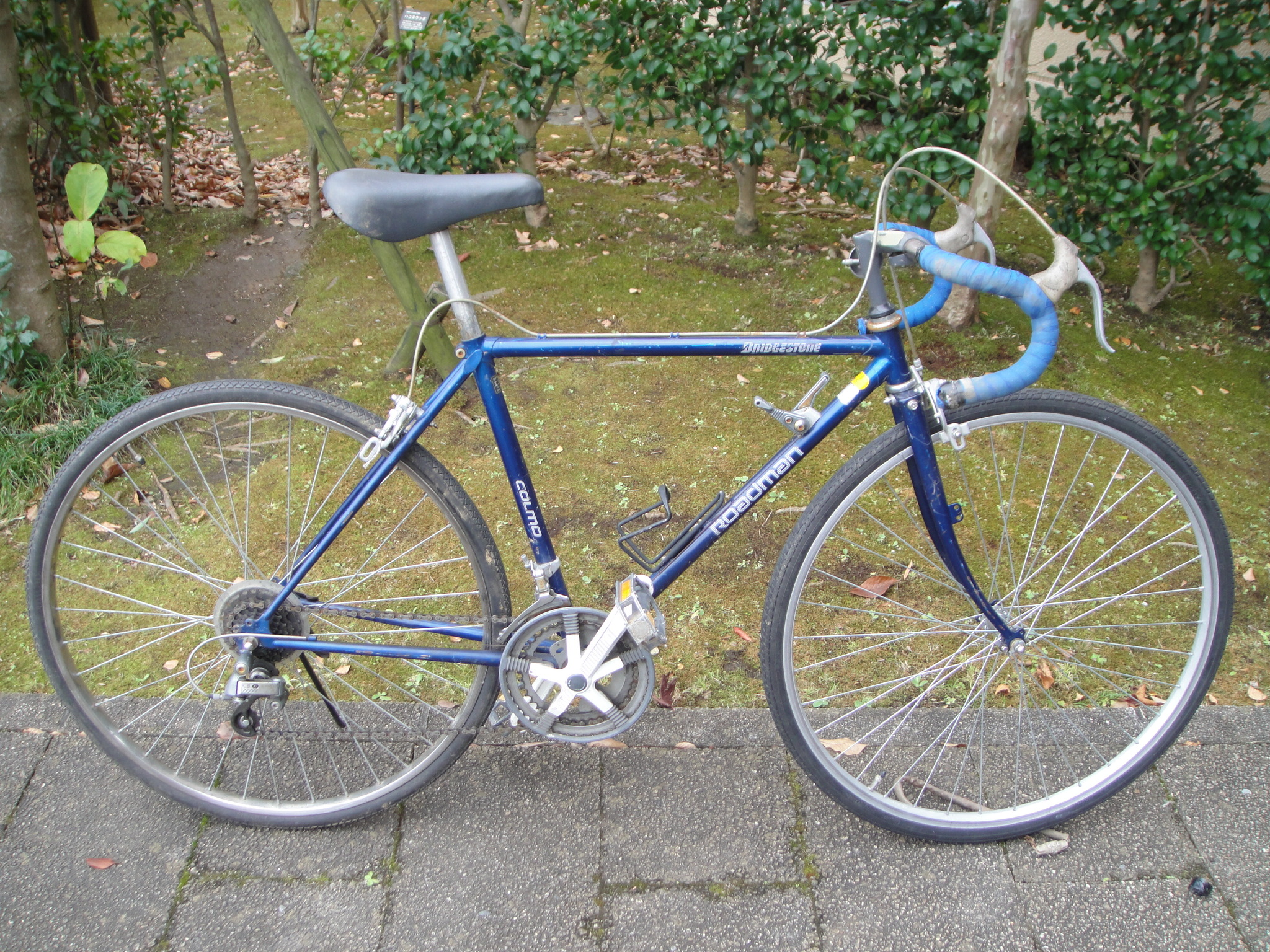
ロードマン・コルモ

ブリヂストン・ロードマン（ROADMAN）はブリヂストンサイクルから販売されていたスポーツ自転車のエントリーモデル。

## 概要
1974年より発売開始された入門者向けスポーツ自転車。少年漫画雑誌の裏に広告が掲載されることが多かった。セミドロップ車よりも高い年齢層を対象としており、ロードレーサーやランドナー、スポルティーフなど、ドロップハンドルの本格的スポーツ用自転車へ目を向けさせるきっかけになった。ブリヂストンサイクルの歴史を代表する名車種として知られる。
しかし後の各用途に特化させたそれぞれの車種に道を譲り渡す形で1999年に生産と販売を終了した。

## 特徴
数タイプのベースとなるスタンダードモデルをラインナップし、多数のオプションパーツをユーザーが選んで「自身にもっとも使いやすい自転車」を作りだすことができた。通常高額となるオーダーメイドの自転車ではなく、一般的な普及価格帯のモデルで実現したことが特筆される。
ロードマンのヒットから他社も追従し、宮田カリフォルニアロード、松下TamTamRoad（後継はランディオーネ）、丸石ロードエース、富士フェザーコンポなどが販売されていた。各社仕様はほぼ同じであり、このカテゴリーの自転車は車両本体定価が4万9800円に設定されていたことから、俗に「ヨンキュッパ」と呼ばれた。
このセミオーダーと言えるコンセプトは、レイダックテーラーメイドに引き継がれた。

## 車種
- ロードマン・スーパーコルモ
- ロードマン・コルモ - サンツアー系の部品構成
- ロードマン・プレビオ - シマノ系の部品構成
- ロードマン・スカラ - 少年向けの通学ユース自転車として販売されていた車種。後にスプリンターへと引き継がれた。